# Atetosi
L'atetosi (dal greco ἄϑετος, àthetos, «sconnesso») è un fenomeno costituito da movimenti involontari di torsione, costanti ma lenti, di parti del corpo. Tali movimenti interessano principalmente il volto, il collo e le porzioni distali degli arti.

## Eziologia
L'atetosi viene causata da una lesione cerebrale, nella maggioranza dei casi questa proviene da un'encefalopatia neonatale o perinatale (come nella sindrome di Lesch-Nyhan), altre cause sono emorragie o tumori dell'encefalo.
Inoltre poiché l'atetosi può originarsi a partire da una danno confinato ai nuclei della base, i soggetti possono avere una normale intelligenza malgrado i movimenti deabilitanti e il disturbo del linguaggio.
Può essere inoltre associata alla corea di Huntington.

## Trattamento
L'utilizzo di antagonisti della dopamina può sopprimere l'atetosi, tuttavia il loro utilizzo a lungo termine può portare a complicazioni.